# Marcelo Melo
Marcelo Pinheiro Davi de Melo (Belo Horizonte, 23. rujna 1983.)  je brazilski tenisač specijalist za igru parova.
U paru s André Sáom igrao je polufinale Wimbledona 2007. i četvrtfinale US Opena 2009. te finale Roland Garrosa 2009. u konkurenciji mješovitih parova s Amerikankom Vaniom King. U paru s Ivanom Dodigom igrao je u finalu Wimbledona 2013. godine, te iste godine osvojio Masters 1000 u Šangaju. Do svojeg prvog Grand Slam naslova sigao je u Roland Garossu 2015. godine gdje u paru s Ivanom Dodigom pobijedio prve nositelje Amerikance Boba i Mikea Bryana s 6:7(5), 7:6(5), 7:5 nakon dva sata i 15 minuta igre.

## Vanjske poveznice
- Profil na stranici ATP Toura (engl.)